# UGC Ciné Cité La Défense
L'UGC Ciné Cité La Défense est un multiplexe cinématographique du réseau UGC situé dans le quartier de la Défense, plus précisément sur le territoire de la commune de Puteaux, dans les Hauts-de-Seine. Il a été ouvert en 2006 pour remplacer l'ancien cinéma des Quatre Temps, dans le cadre du programme de rénovation de ce centre commercial.

## Historique
Le cinéma a été aménagé sur les plans d'Alberto Cattani dans les anciens locaux du Musée de l'automobile et de l'IMAX, fermés en 2001.
Les Lumières, cinéma municipal de Nanterre, s'était opposé à son ouverture en raison de la concurrence qu'il allait créer, et la CDEC avait donné un avis défavorable, mais la CNEC a finalement donné son autorisation en mai 2002.
L'UGC Ciné Cité La Défense a ouvert peu de temps après la fermeture de l'UGC La Défense qui se situait à l'autre extrémité des Quatre Temps, dont quelques reliques demeurent (il s'agit des gravures sous verre représentant des stars du cinéma que l'on aperçoit en extérieur sur les façades du centre commercial, qui autrefois se situaient dans les couloirs de sortie de l'UGC La Défense).

## Fiche technique
Le multiplexe dispose, sur une surface hors œuvre nette de 12 000 m2, de 16 salles, équipées d'écrans de 43 à 135 m2 et de 163 à 394 places, pour une capacité totale de 3 627 sièges.
| Salle            | Fauteuils | Dont PMR | Scène |
| ---------------- | --------- | -------- | ----- |
| 1                | 208       | 6        |       |
| 2, 3, 6, 7, 8, 9 | 200       | 5        |       |
| 4                | 376       | 9        | Oui   |
| 5                | 166       | 5        |       |
| 10               | 175       | 5        |       |
| 11               | 185       | 5        |       |
| 12               | 162       | 5        |       |
| 13, 14           | 306       | 8        | Oui   |
| 15               | 155       | 4        |       |
| 16               | 394       | 10       | Oui   |

Plusieurs salles bénéficient de la technologie 3D. La plus grande d'entre elles est la salle 16, contenue dans l'ancien dôme IMAX. Cette salle comporte 394 places dont 10 réservées aux personnes en fauteuil roulant, et est dotée d'un écran géant de 135 m2.

## Exploitation

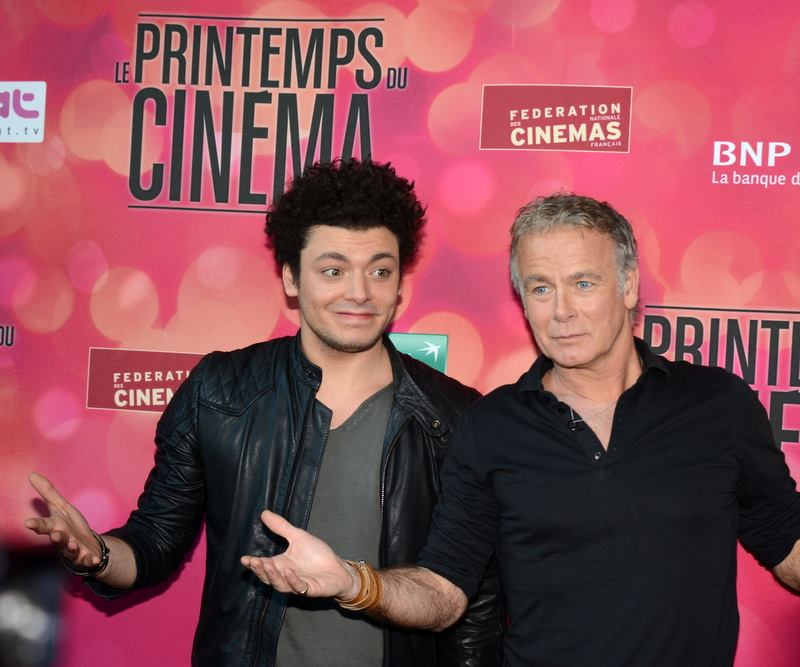
Kev Adams et Franck Dubosc à l'ouverture du Printemps du cinéma à l'UGC Ciné Cité La Défense le 16 mars 2014.

Le cinéma a été inauguré le 27 avril 2006 avec l'avant-première de Mission impossible 3 en présence des acteurs Tom Cruise et Michelle Monaghan et du réalisateur J. J. Abrams. Un tapis rouge a été déployé sur plus d'1,2 kilomètre le long de l'axe historique, depuis le départ de l'Esplanade de la Défense, à la limite avec le pont de Neuilly, jusqu'au parvis de la Défense et l'entrée du complexe. Une mise en scène originale pour une avant-première faisait arriver le héros du film, Tom Cruise, en hélicoptère au pied des escaliers menant au complexe cinématographique, devant la Grande Arche.
À son ouverture, il espérait accueillir jusqu'à deux millions de spectateurs annuels à l'horizon 2010. En juin 2007, il en avait attiré 1,7 million depuis son ouverture, et ce chiffre s'élevait à 3 millions en avril 2008, dont 1,42 pour l'année 2007, ce qui en faisait le septième multiplexe de France et le cinquième d'Île-de-France en termes de fréquentation. Il a accueilli 1,6 million de spectateurs en 2008.
Il a été le premier en 2006 à bénéficier d'une technologie Bluetooth permettant aux personnes passant à proximité d'obtenir la liste des prochaines séances sur leur téléphone mobile et de réserver un billet via le WAP,.
Depuis son ouverture, l'UGC Ciné Cité de La Défense a accueilli diverses avant-premières en compagnie des acteurs principaux des films concernés, comme l'avant-première française de Superman Returns le 10 juillet 2006, en présence des acteurs principaux Brandon Routh, Kevin Spacey, Kate Bosworth et du réalisateur Bryan Singer. Encore une fois, une mise en scène originale avait été choisie, avec un concert gratuit du Krypton Orchestra interprétant les thèmes du film au pied de la Grande Arche.

## Accès
L'UGC Ciné Cité de La Défense est accessible en transports en commun à la station La Défense (sur la ligne 1 du métro) ou à la gare La Défense - Grande Arche (sur la ligne A et la ligne E du RER, la ligne L et la ligne U du Transilien, et la ligne 2 du tramway).
Les sorties à privilégier :
- L'accès B « Dôme » permet un accès au cinéma par l'extérieur à l'escalier situé près de la Grande Arche ;
- L'accès C « Quatre Temps » permet un accès intégralement en intérieur depuis la station de transports.

## Galerie

Acteurs et réalisateurs lors d'avant-premières à l'UGC Ciné Cité La Défense
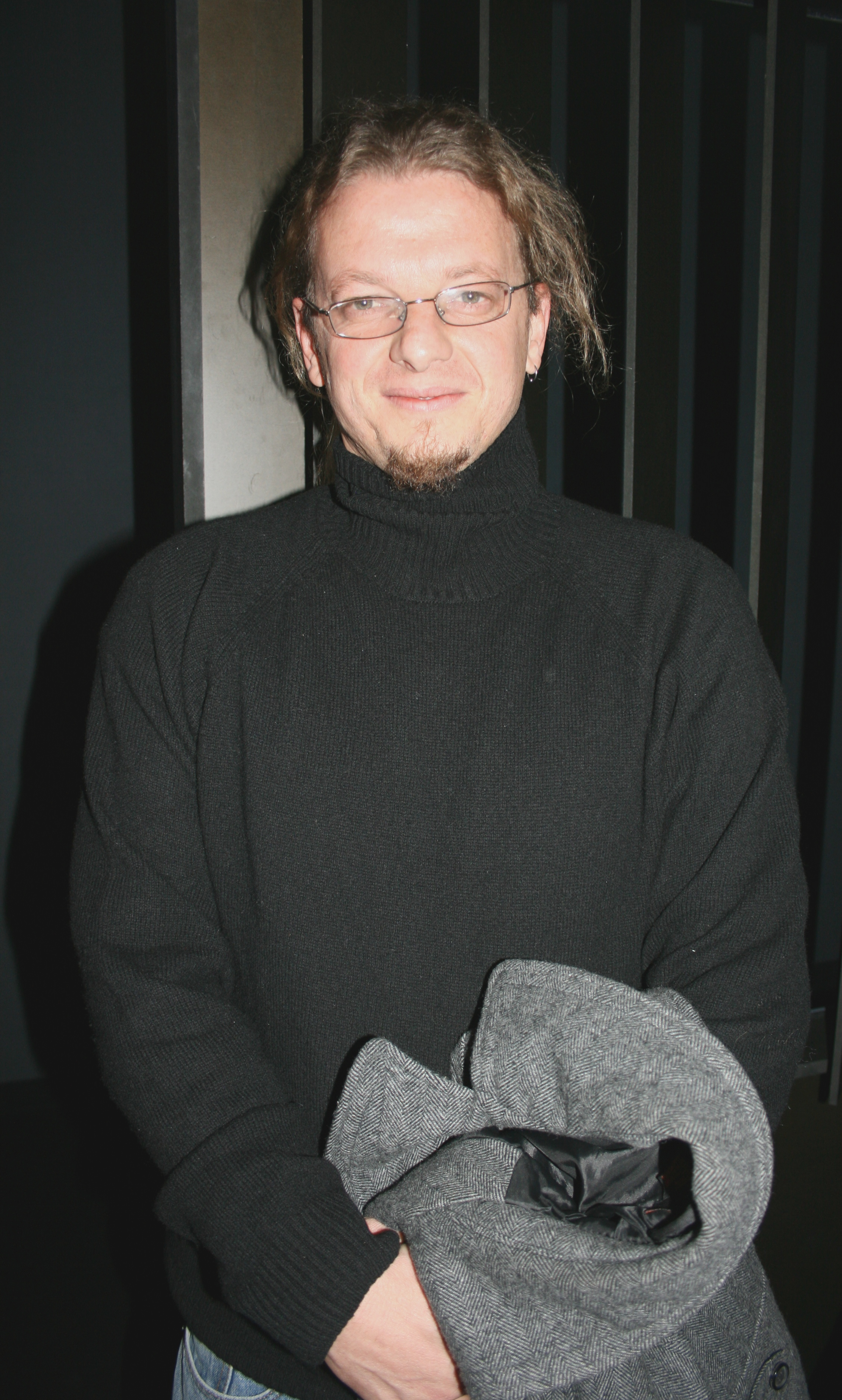
Rodrigo Plá pour La Zona, propriété privée (19 mars 2008).
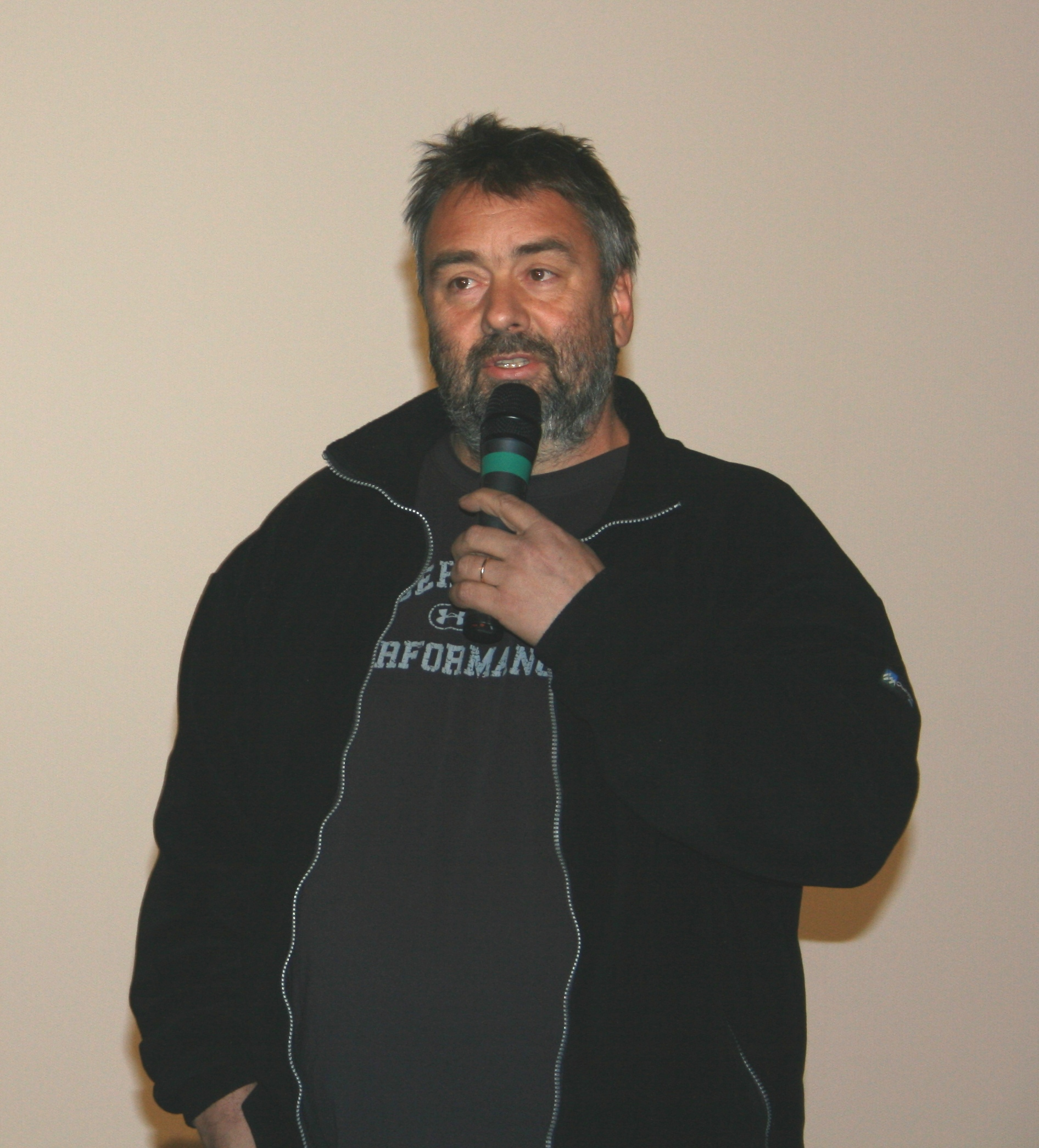
Luc Besson pour Taken (27 février 2008).
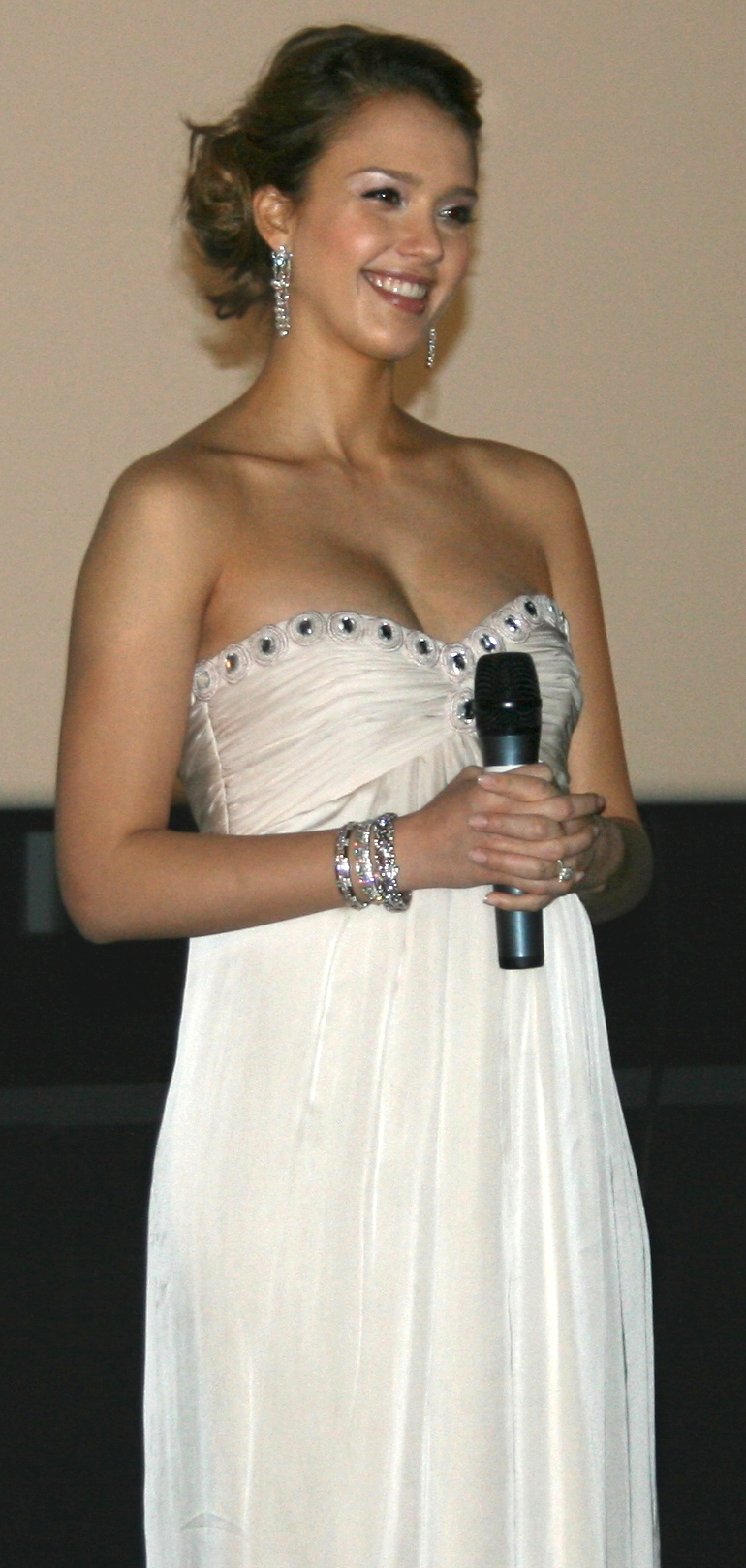
Jessica Alba enceinte pour The Eye (4 mars 2008).
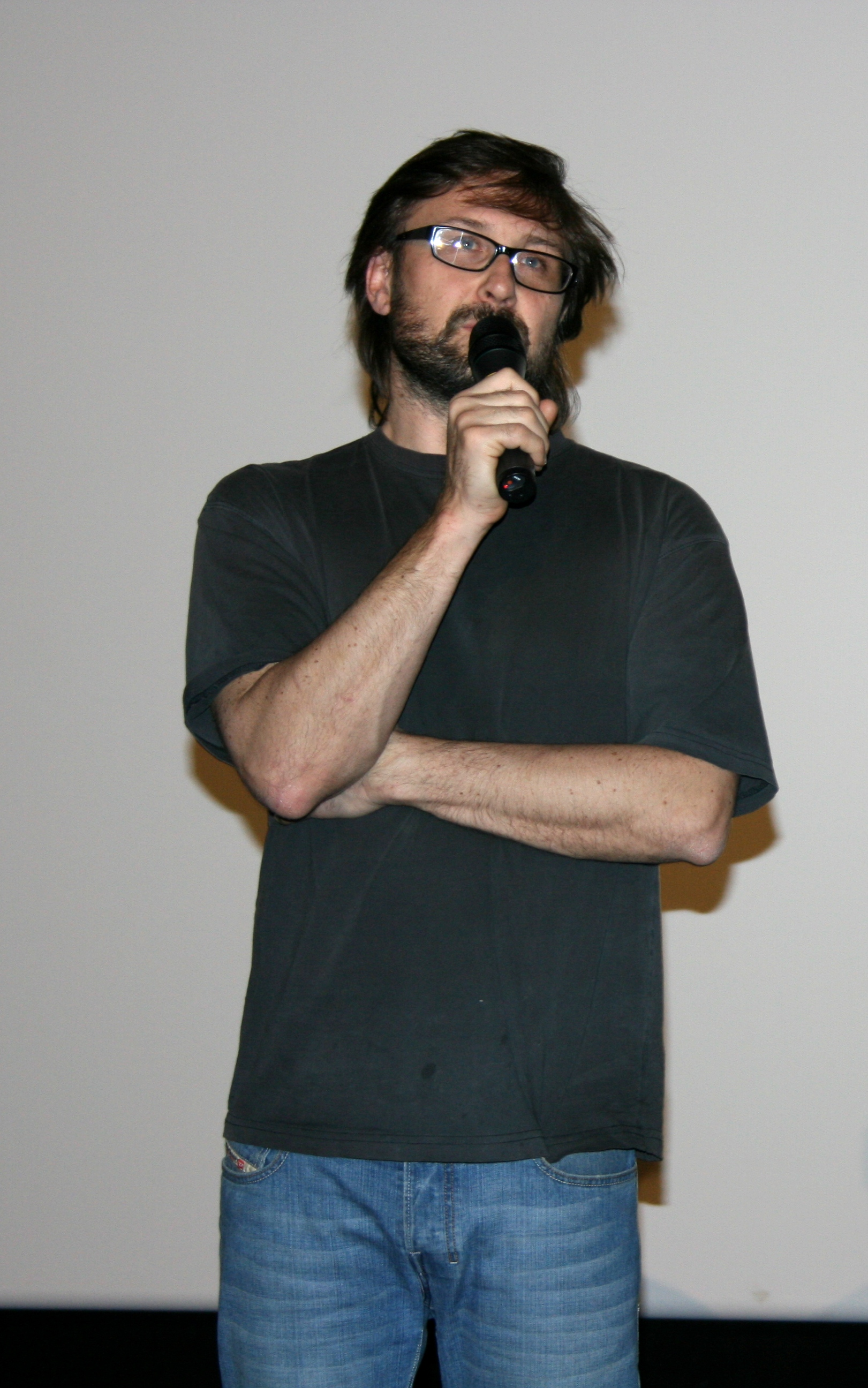
Pierre Morel pour Taken (27 février 2008).